# ポルシェ・718
ポルシェ・718 (Porsche 718) は、1950年代後半にポルシェが開発し、1960年代前半まで競技運用されたスポーツカーまたはシングルシーターである。

## スポーツカー

### 718RSK
1957年、ポルシェ・550を全般的に大きく改良して製作された。エンジンが148馬力 (PS) となり、1958年には160 PSを発揮する547/4型エンジンも搭載された。

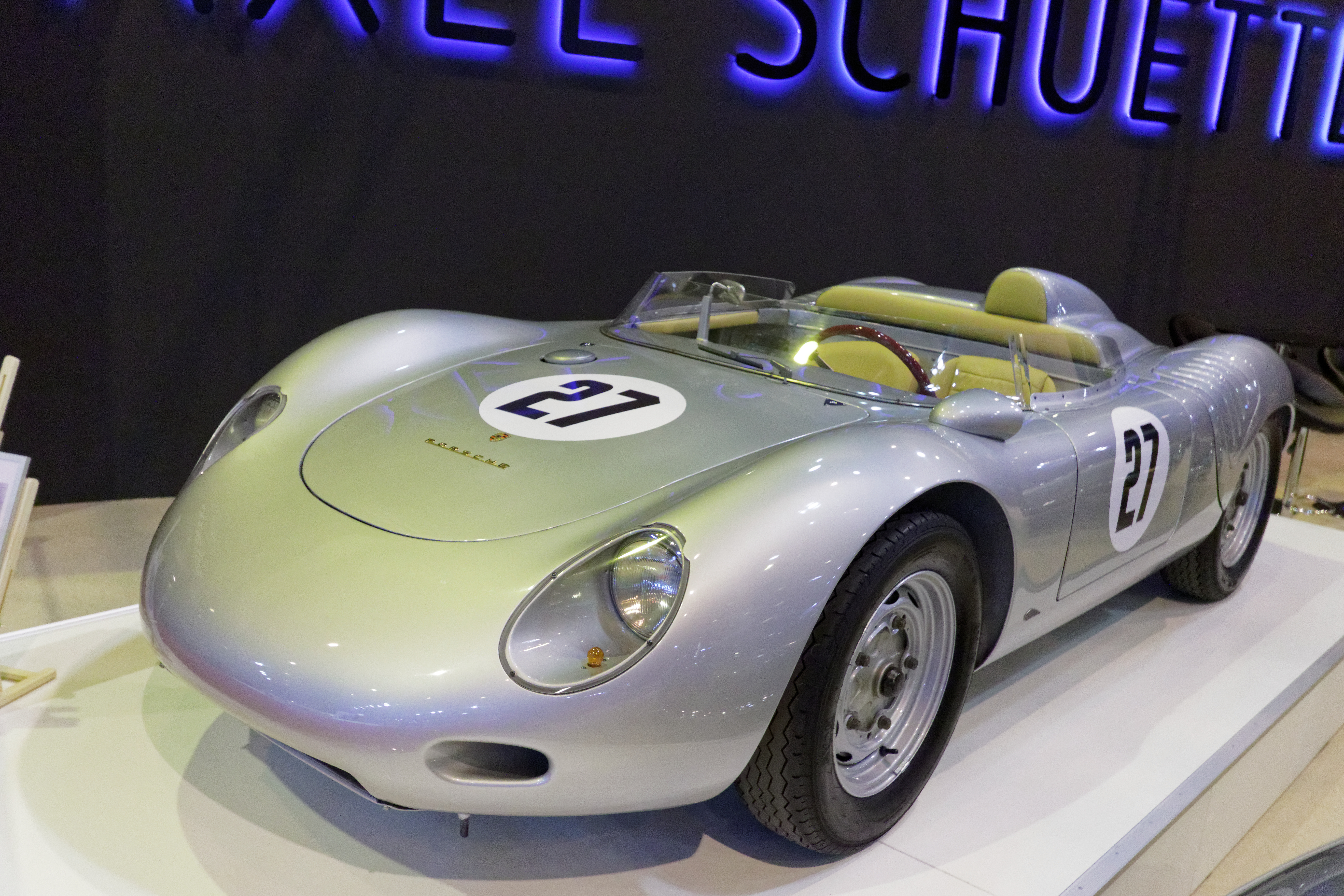
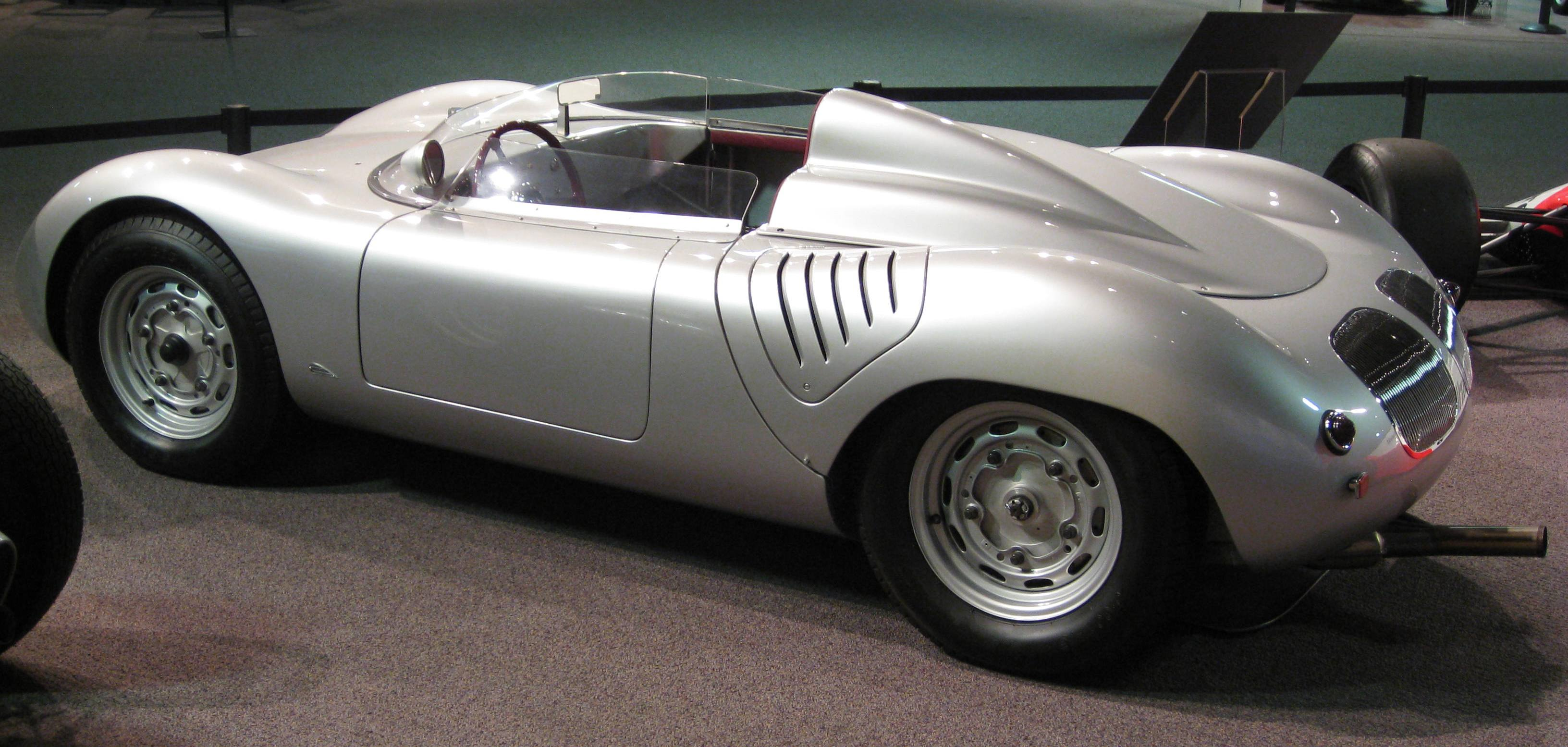
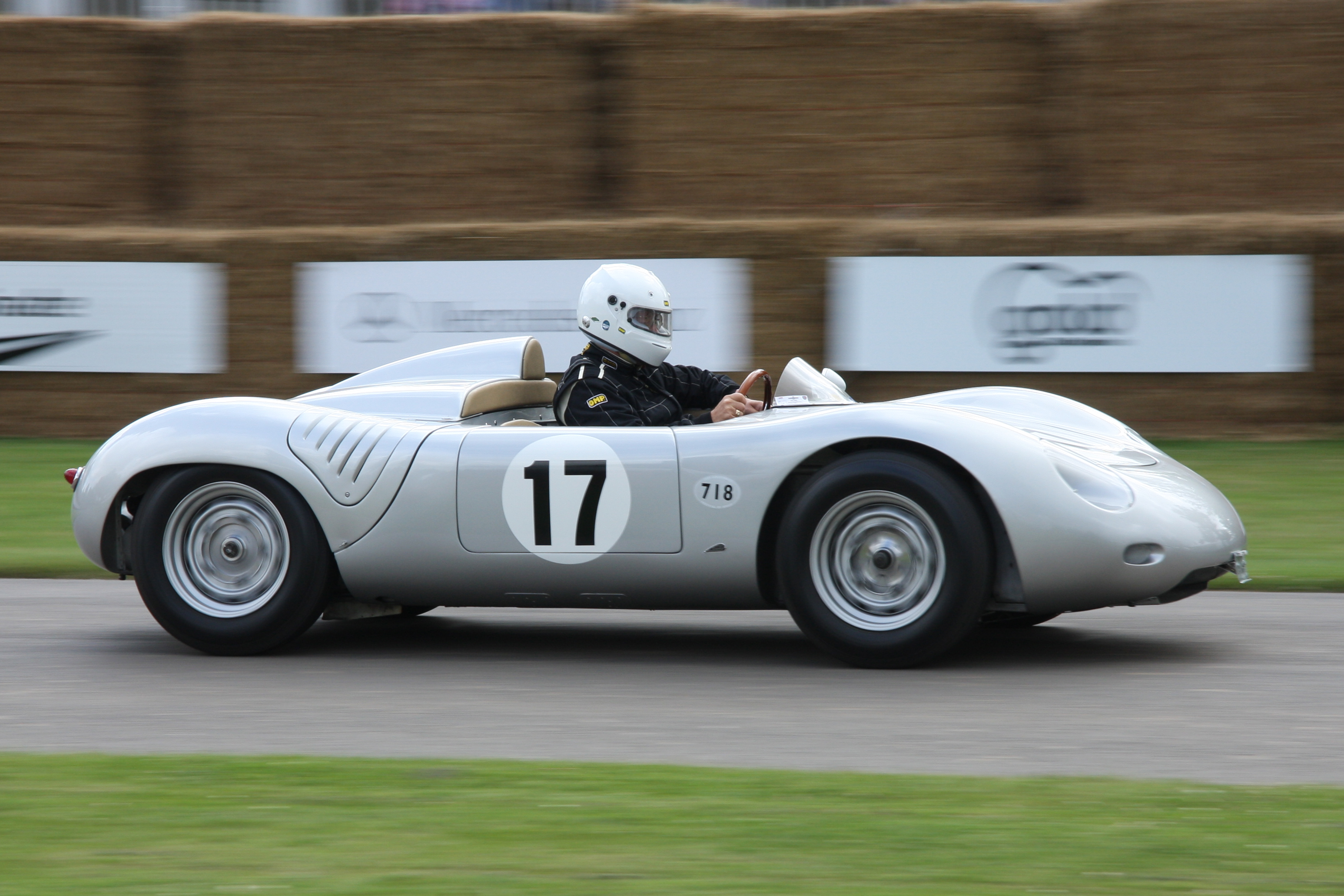

### 718RS60
1960年にスイングアクスルからセミトレーリングアーム式サスペンションに変更され操縦性が大幅に向上した。また新レギュレーションに対応するためウィンドシールド面積が増えている。ル・マン24時間総合10位。セブリング12時間優勝、タルガ・フローリオ優勝。

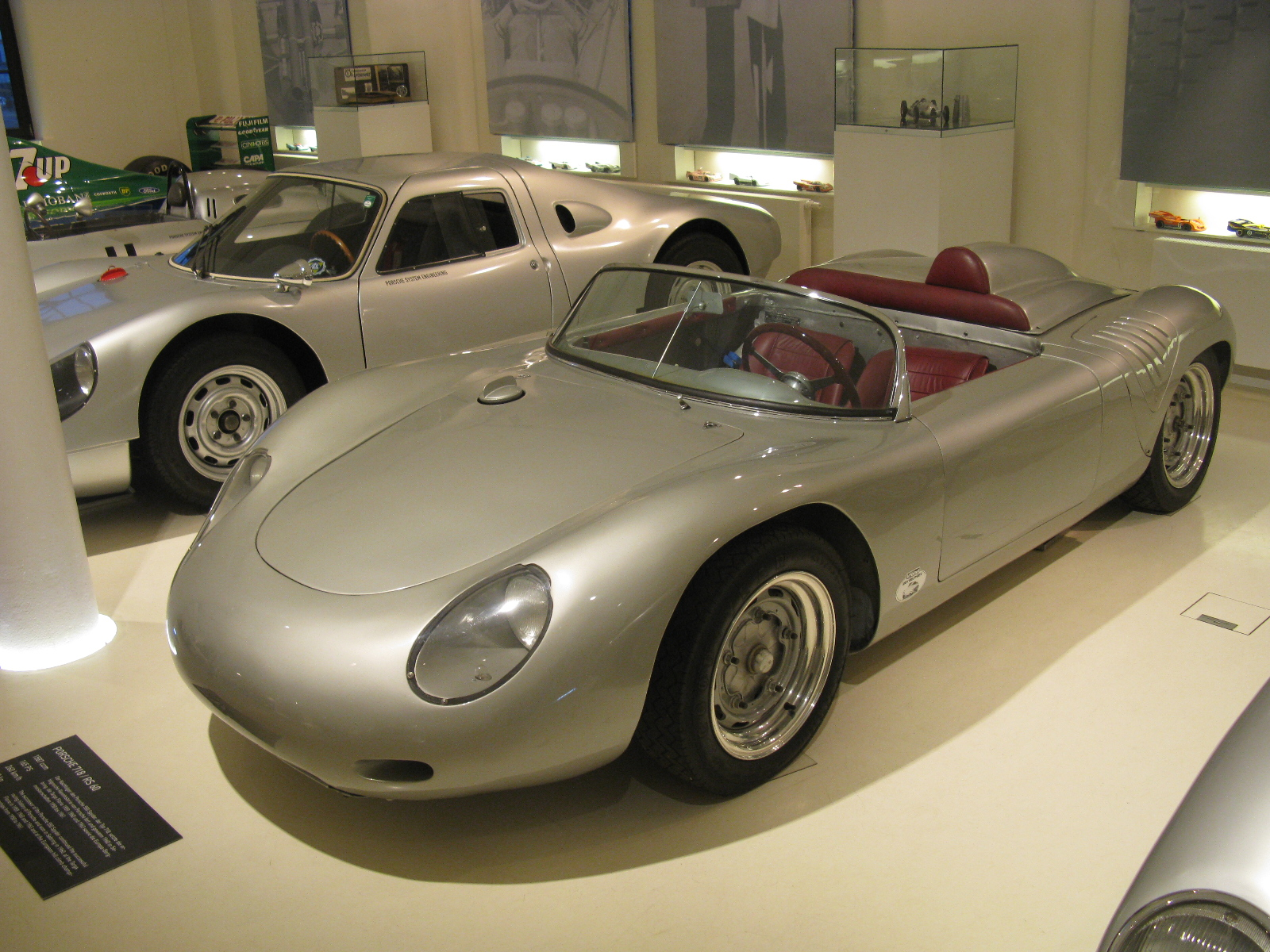
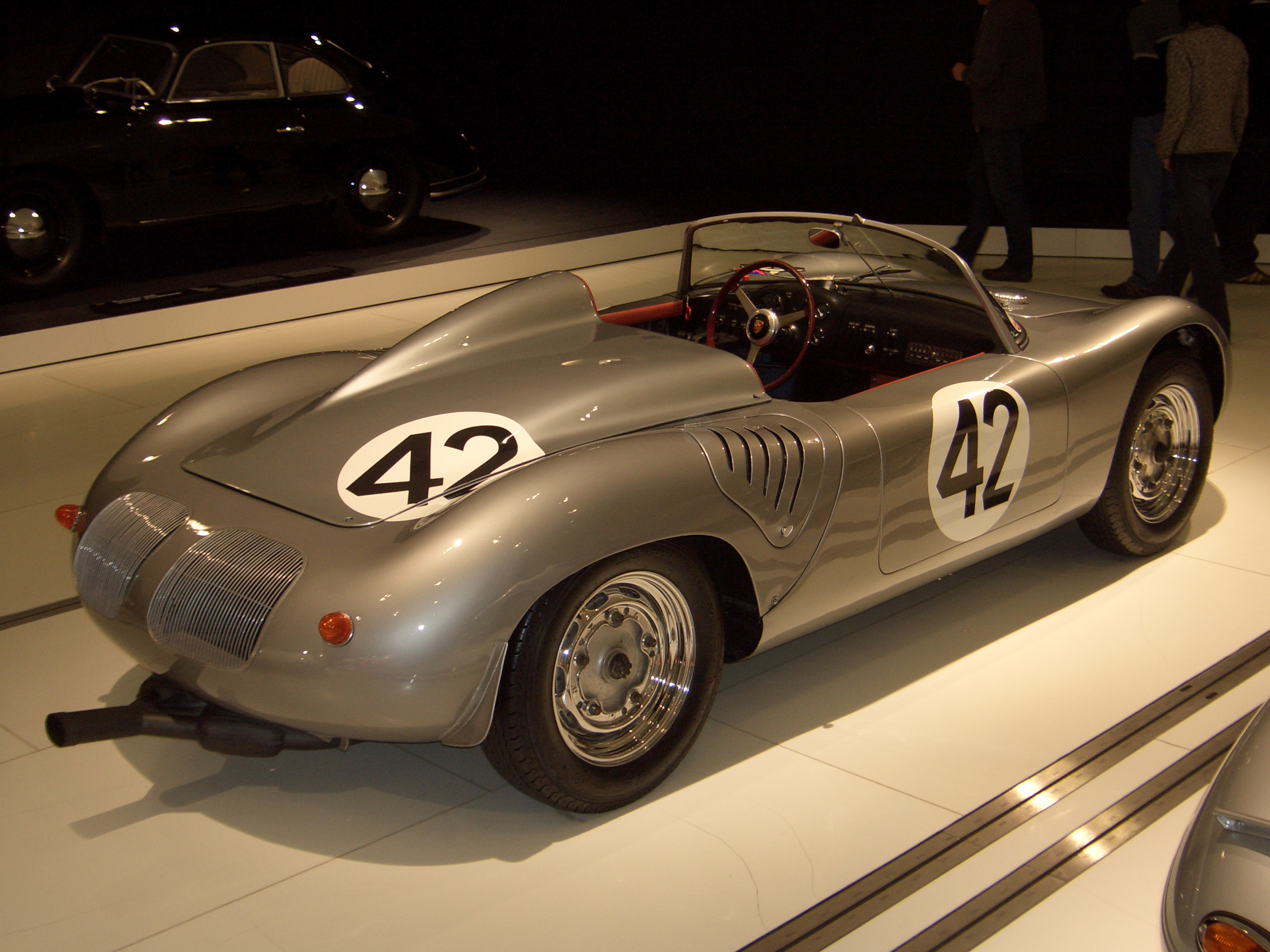

### 718RS61
1961年のレギュレーション変更に則ってエンジンルーム後方に一定寸度のトランクが設置可能な余剰空間が設けられた。547/3型排気量1,587立方センチメートル (cm3)、547/4.5型同1,606 cm3、同1,678 cm3、同1,708 cm3、587型同1,966 cm3のエンジンが設定された。生産台数は15台。
1961年は210 PSを出力する8気筒の771型エンジンを用いタルガ・フローリオで3位に入賞するが、771はトラブルが多くこの後満足な成績を上げていない。ル・マン24時間には3台が出場し、エンジン排気量1,966 cm3スパイダーが総合5位、同1,606 cm3クーペが総合7位、同1,587 cm3クーペが総合10位に入賞した。
1962年も引き続き8気筒エンジンを中心として行なわれ、タルガ・フローリオとADAC1000kmレースにそれぞれ3位入賞した。
1963年、1964年には連続してヨーロッパ・ヒルクライム選手権チャンピオンの搭乗車になっている。

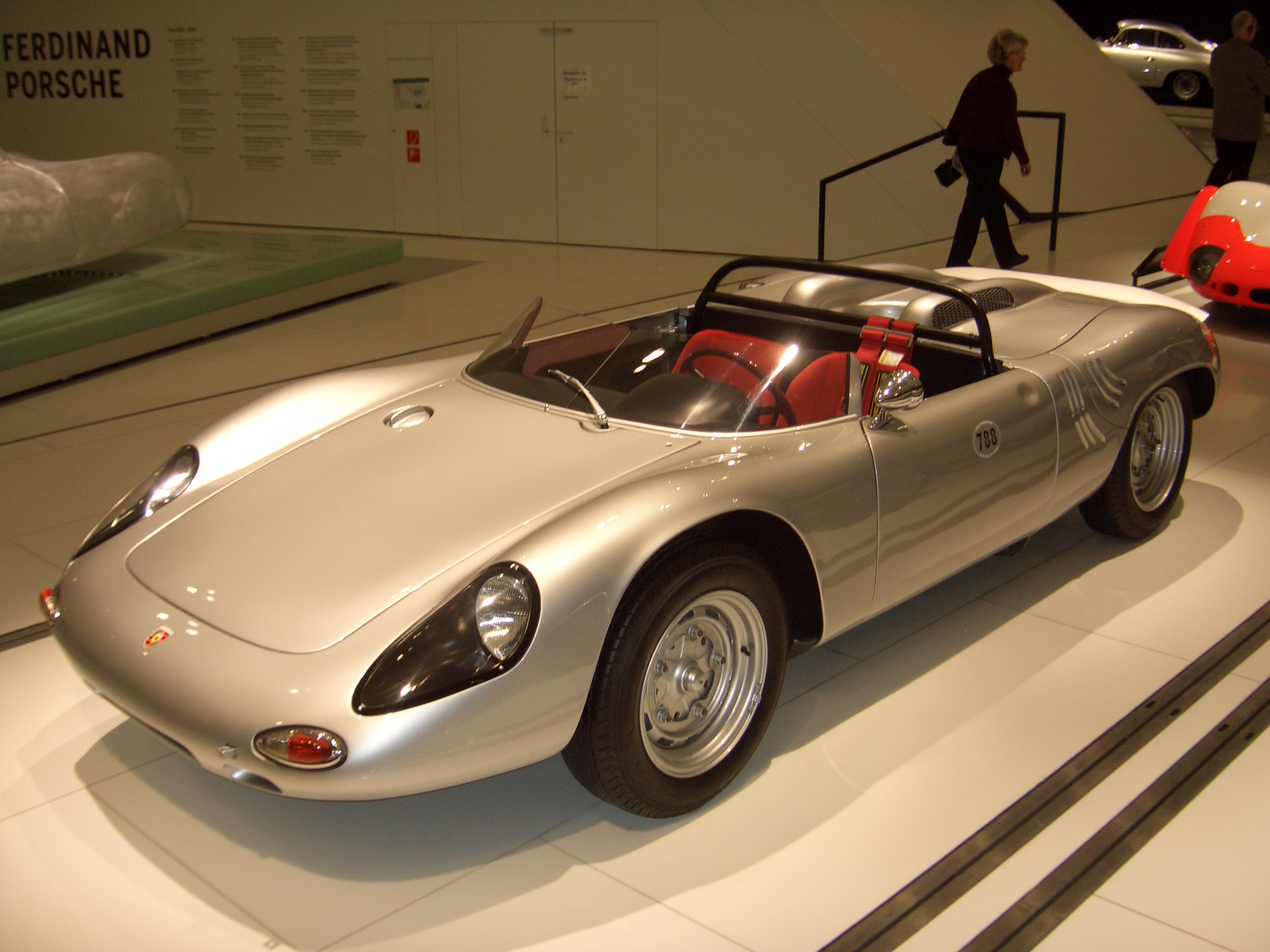
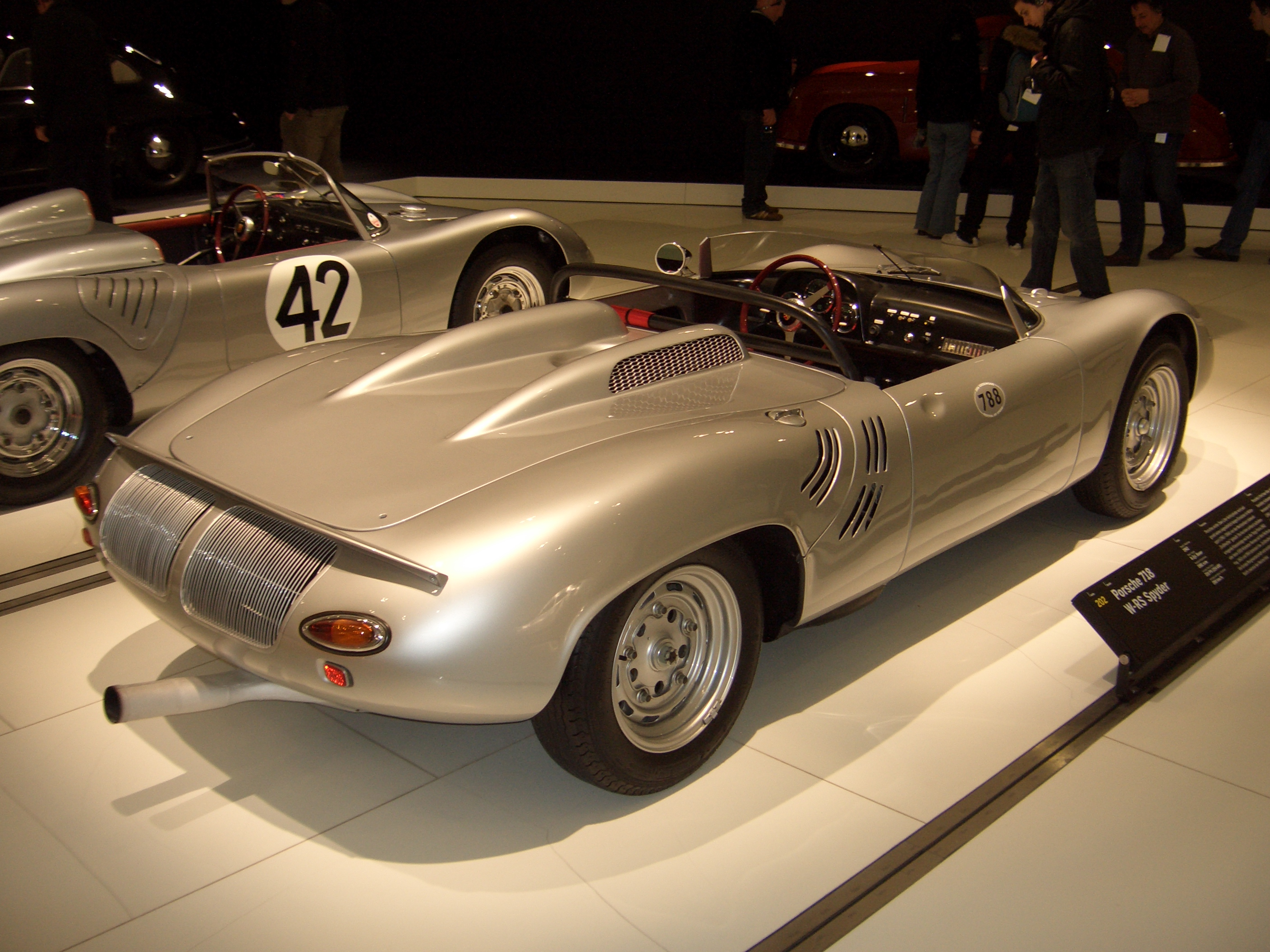
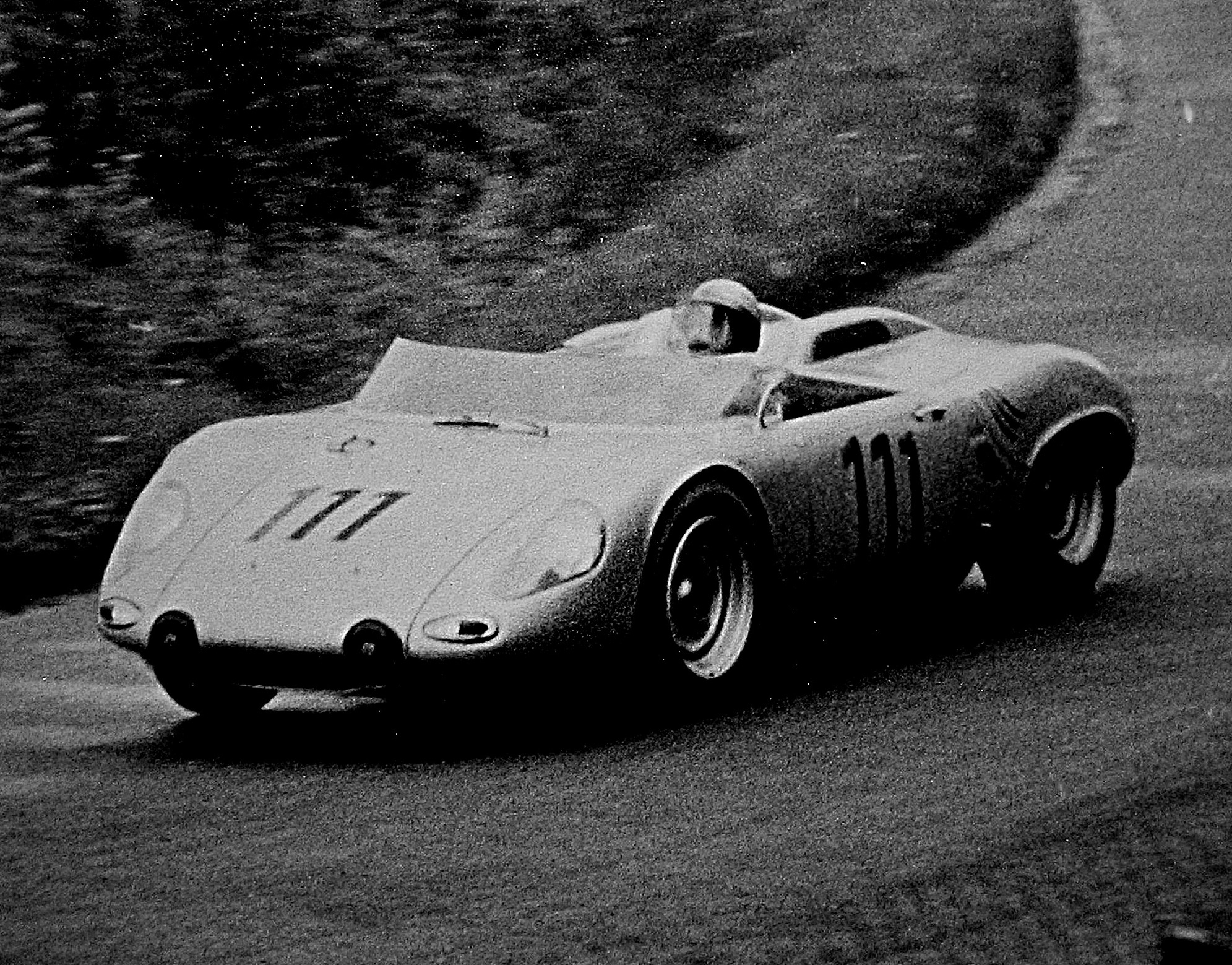
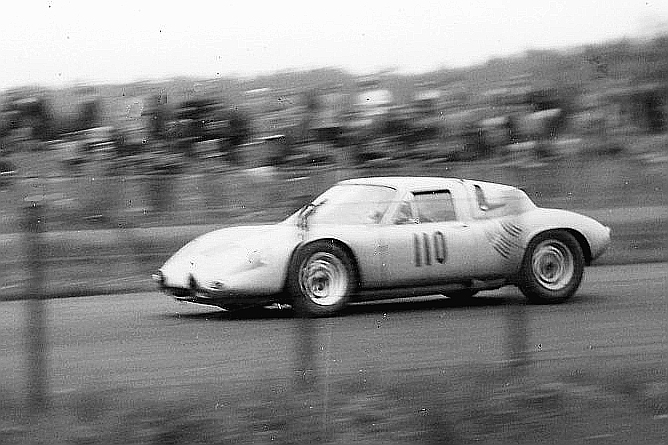

## シングルシーター

### 718F2
1957年F2のエンジン排気量規定が1.5リットル (L) になったのを機に 718RSKを改造して出場した。1960年からはポルシェ・787と併用された。

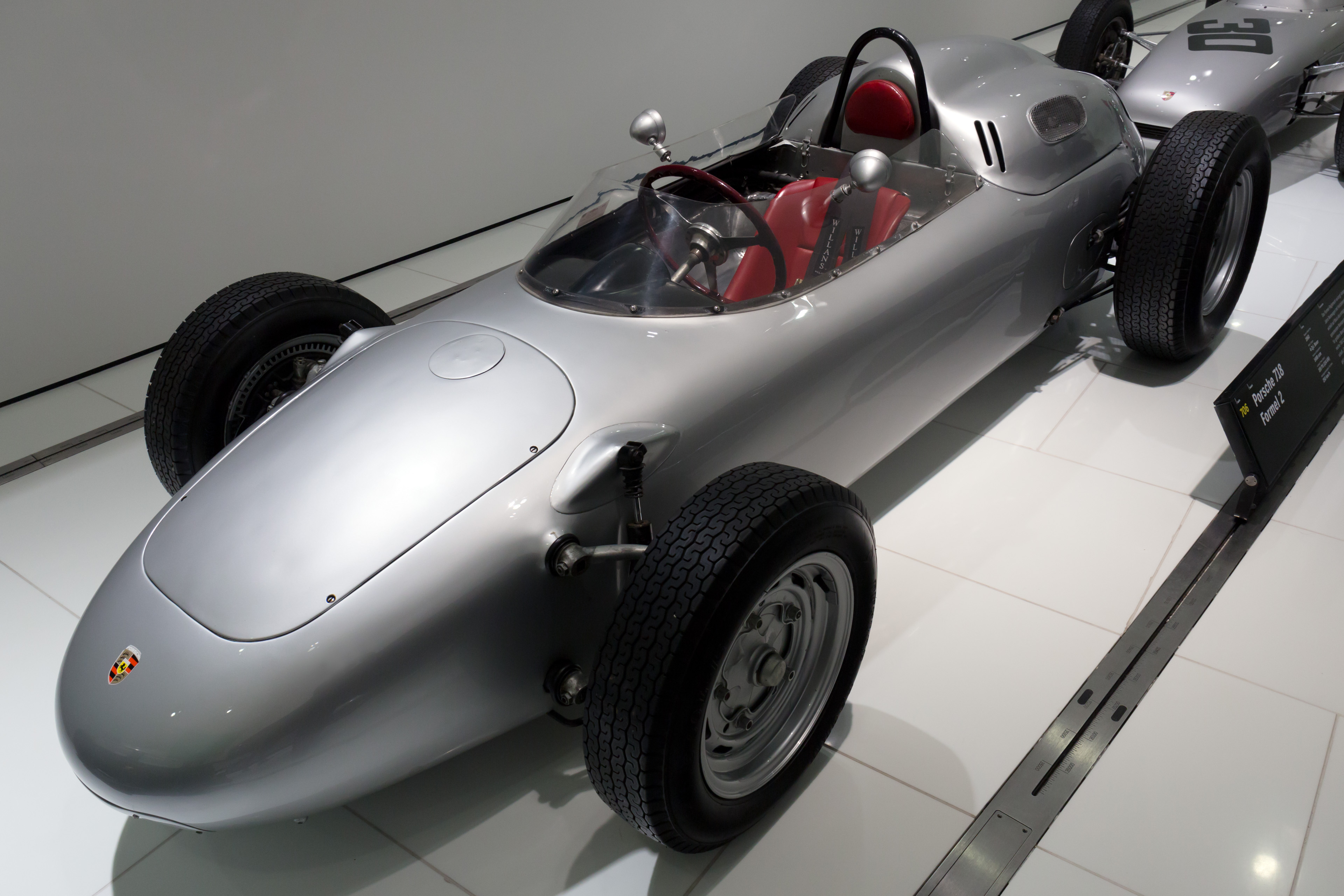
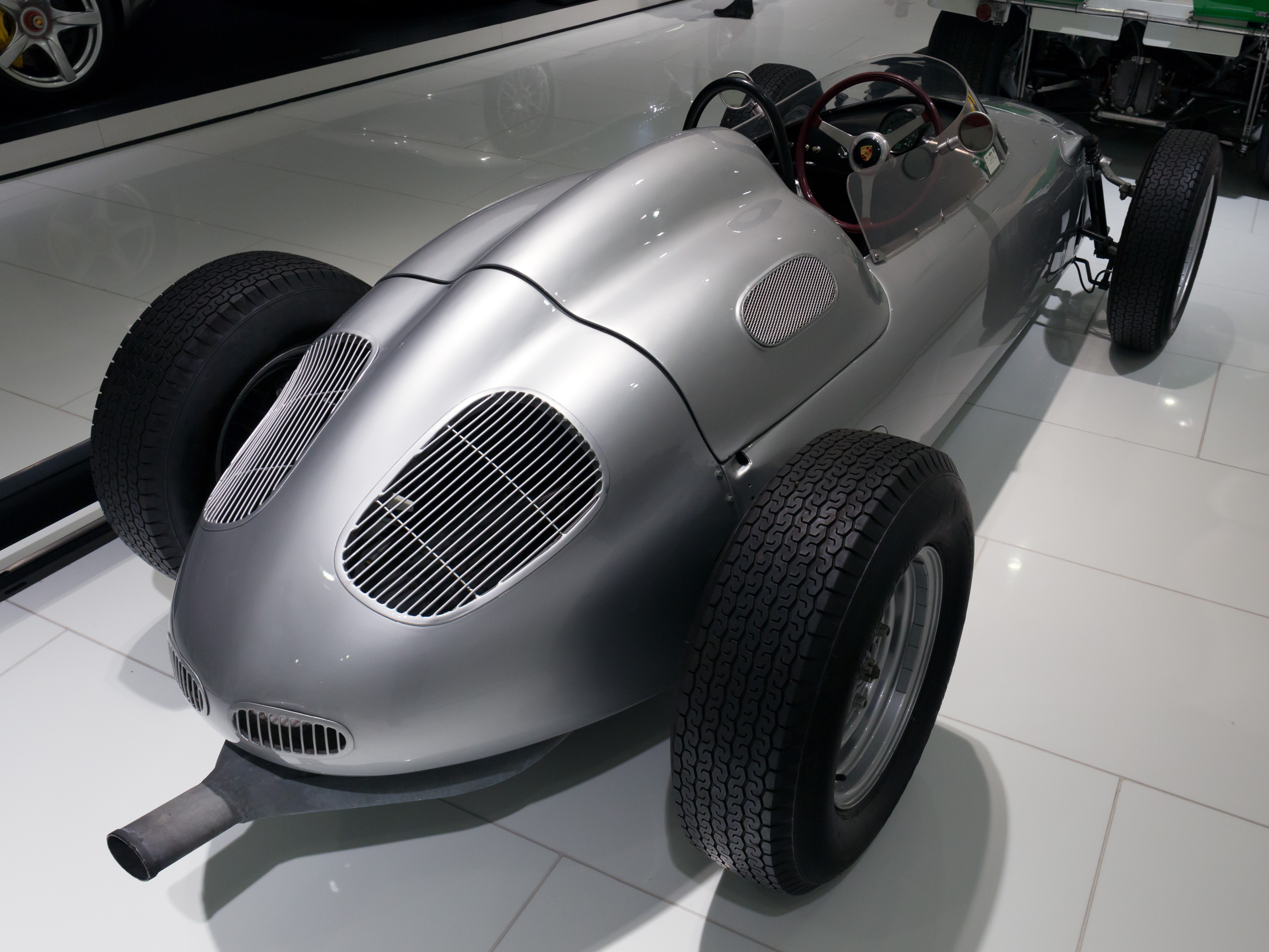

### 718F1
1961年F1のエンジン排気量規定が1.5 Lになったのを機に718F2から移行した。

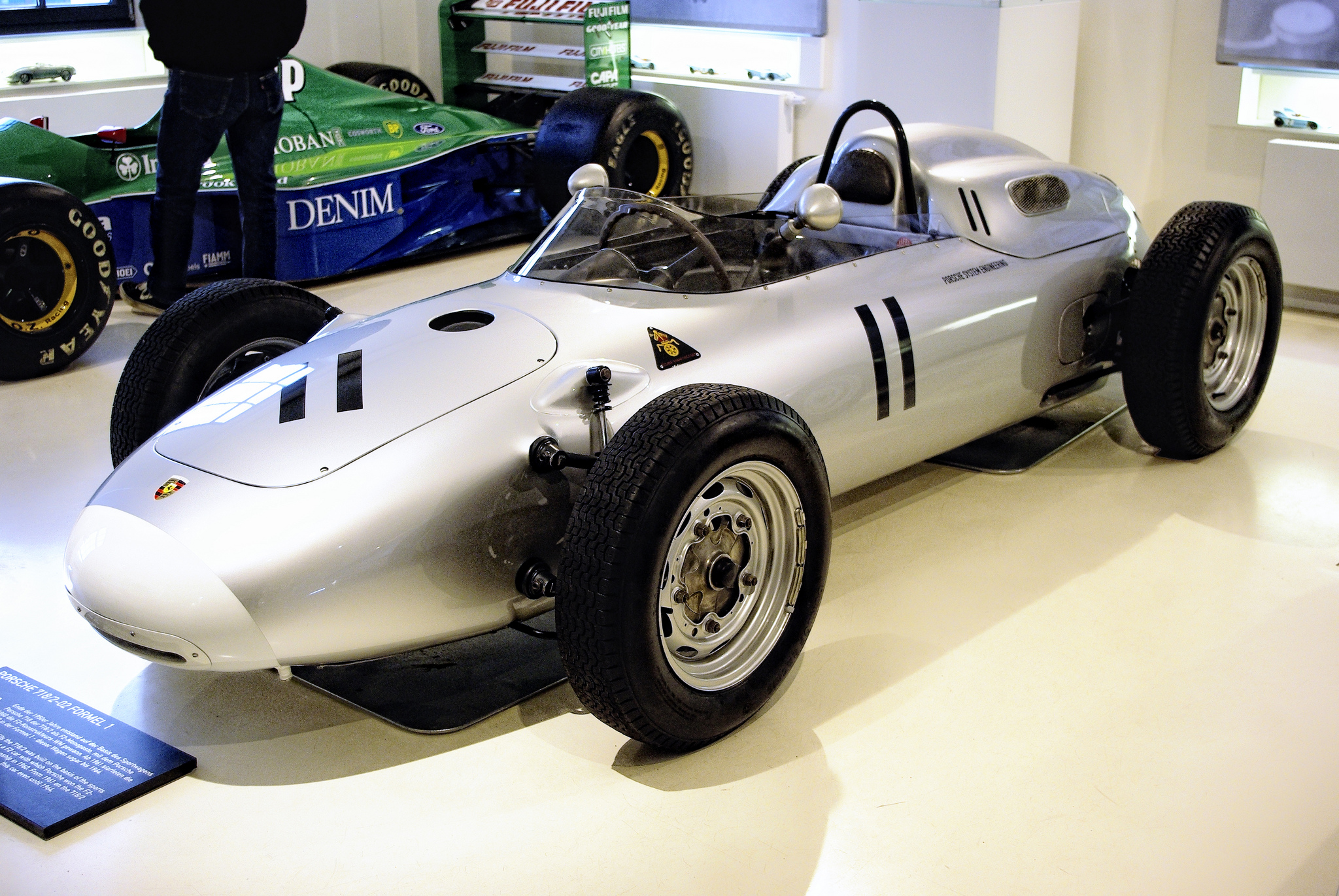